# إدغار دالي
إدغار دالي (بالإنجليزية: Edgar Dale)‏ هو أستاذ جامعي أمريكي، ولد في 27 أبريل 1900 في بنسون في الولايات المتحدة، وتوفي في 8 مارس 1985 في كولومبوس في الولايات المتحدة.